# The Confessions Tour (album)
The Confessions Tour – drugi koncertowy album amerykańskiej wokalistki Madonny wydany 26 stycznia 2007 nakładem Warner Bros. Records. DVD, którego reżyserem został Jonas Åkerlund przedstawia jeden z koncertów, który odbył się w ramach trasy Confessions Tour w 2006. Materiał zarejestrowano na Wembley Arena, podczas dwóch koncertów w Londynie. Płyta została wydana w formacie CD i DVD. Na pakiet składa się płyta DVD z całym występem oraz krążek CD z trzynastoma utworami wykonanymi na żywo. Na płycie CD nie zamieszczono kontrowersyjnej wersji przeboju piosenkarki z 1986 – „Live to Tell”, z powodu silnego sprzeciwu wszelkich grup religijnych. Za pierwsze wydanie odpowiada Semtex Films – firma Madonny, założona w 2006.
The Confessions Tour otrzymał mieszane recenzje krytyków. Niektórzy preferowali tylko płytę DVD, inni CD. Znalazła się także grupa tych, dla których spodobał się tylko finał show. Po wydaniu albumu osiągnął szczyt oficjalnej listy przebojów w wielu krajach Europy. Na 50 rozdaniu nagród Grammy 10 lutego 2008 w Staples Center w Los Angeles, Kalifornia, album zdobył nagrodę Grammy w kategorii Best Long Form Video Music.

## Lista utworów
| #   | Tytuł | Czas |
| --- | --- | ---- |
| 1.  | "Future Lovers/I Feel Love" (wersja live) Autor: Madonna Ciccone, Mirwais Ahmadzaï / Donna Summer, Peter Bellotte, Giorgio Moroder Producent: Madonna, Mirwais / Stuart Price Producent remiksu: Stuart Price | 8:00 |
| 2.  | "Like a Virgin" (wersja live) Autor: Tom Kelly, Billy Steinberg Producent: Nile Rodgers Producent remiksu: Stuart Price                                                                                       | 4:12 |
| 3.  | "Jump" (wersja live) Autor: Madonna Ciccone, Joe Henry, Stuart Price Producent: Madonna, Stuart Price Producent remiksu: Stuart Price                                                                         | 4:53 |
| 4.  | "Confessions" (wersja live) Autor: Madonna Ciccone, Patrick Leonard Producent: Madonna, Patrick Leonard Producent remiksu: Stuart Price                                                                       | 3:53 |
| 5.  | "Isaac" (wersja live) Autor: Madonna Ciccone, Stuart Price Producent: Madonna, Stuart Price Producent remiksu: Stuart Price                                                                                   | 6:45 |
| 6.  | "Sorry" (wersja live) Autor: Madonna Ciccone, Stuart Price Producent: Madonna, Stuart Price Producent remiksu: Stuart Price                                                                                   | 5:03 |
| 7.  | "Sorry (Remix)" (wersja live) Autor: Madonna Ciccone, Stuart Price Producent: Madonna, Stuart Price Producent remiksu: Stuart Price                                                                           | 3:44 |
| 8.  | "I Love New York" (wersja live) Autor: Madonna Ciccone, Stuart Price Producent: Madonna, Stuart Price Producent remiksu: Stuart Price                                                                         | 5:36 |
| 9.  | "Let It Will Be" (wersja live) Autor: Madonna Ciccone, Mirwais Ahmadzaï, Stuart Price Producent: Madonna, Stuart Price Producent remiksu: Paper Faces (Adam Blake, Stuart Price)                              | 4:45 |
| 10. | "Music Inferno" (wersja live) Autor: Madonna Ciccone, Mirwais Ahmadzaï, Leroy Green, Tyrone Kersey Producent: Madonna, Mirwais Producent remiksu: Stuart Price                                                | 7:41 |
| 11. | "Erotica" (wersja live) Autor: Madonna Ciccone, Shep Pettibone, Anthony Shimkin Producent: Madonna Ciccone, Shep Pettibone Producent remiksu: Stuart Price                                                    | 4:55 |
| 12. | "Lucky Star" (wersja live) Autor: Madonna Ciccone Producent: Reggie Lucas Producent remiksu: Stuart Price | 3:50 |
| 13. | "Hung Up" (wersja live) Autor: Madonna Ciccone, Stuart Price, Benny Andersson, Björn Ulvaeus Producent: Madonna, Stuart Price Producent remiksu: Stuart Price                                                 | 9:50 |

### Utwory bonusowe
|     | download z iTunes |      |
| #   | Tytuł | Czas |
| --- | --- | ---- |
| 14. | "Get Together" (wersja live) Autor: Madonna Ciccone, Anders Bagge, Peer Åström, Stuart Price Producent: Madonna, Stuart Price, Anders Bagge, Peer Åström Producent remiksu: Stuart Price | 5:22 |
| 5.  | "Ray of Light" (wersja live) Autor: Madonna Ciccone, William Wainwright, Clive Muldoon, Dave Curtis, Christine Leach Producent: Madonna, William Ørbit Producent remiksu: Stuart Price   | 6:12 |

## Certyfikaty i sprzedaż
| Kraj              | Certyfikat                   | Sprzedaż | Najwyższa pozycja lista CD | Najwyższa pozycja lista DVD |
| ----------------- | ---------------------------- | -------- | -------------------------- | --------------------------- |
| Australia         | złota płyta (DVD)            | 7 500    | -                          | 1 (4 tygodnie)              |
| Austria           | platynowa płyta (DVD)        | 10 000   | -                          | 1                           |
| Belgia            | złota płyta (DVD / CD + DVD) | 50 000   | 1                          | 1 (2 tygodnie)              |
| Brazylia          | -                            | 75 000   | 4                          | 1 (2 tygodnie)              |
| Czechy            | 3 x platynowa płyta (DVD)    | 6 000    | 1 (3 tygodnie)             | 1 (6 tygodni)               |
| Francja           | -                            | 130 000  | 2                          | 1 (3 tygodnie)              |
| Holandia          | złota płyta (CD + DVD)       | 35 000   | 2                          | 1                           |
| Hongkong          | platynowa płyta (CD + DVD)   | 20 000   | 1 (7 tygodni)              | -                           |
| Hiszpania         | -                            | 30 000   | 1                          | 1 (4 tygodnie)              |
| Japonia           | -                            | 60 000   | 10                         | -                           |
| Kanada            | -                            | 20 000   | 2                          | -                           |
| Meksyk            | złota płyta                  | 50 000   | 1                          | 1                           |
| Niemcy            | platynowa płyta (DVD)        | 50 000   | 2                          | 2                           |
| Polska            | platynowa płyta (DVD)        | 10 000   | 5                          | -                           |
| Portugalia        | złota płyta (DVD / CD + DVD) | 18 000   | 1 (3 tygodnie)             | 1 (3 tygodnie)              |
| Stany Zjednoczone | -                            | 130 000  | 15                         | 1 (2 tygodnie)              |
| Węgry             | -                            | ?        | 1                          | 1                           |
| Wielka Brytania   | -                            | 50 000   | 7                          | -                           |
| Włochy            | platynowa płyta (CD + DVD)   | 130 000  | 1 (2 tygodnie)             | 1 (11 tygodni)              |

## Single
Wydawnictwo nie było promowane żadnym singlem.